# Dvorište (Šabac)
Pour les articles homonymes, voir Dvorište.
Dvorište (en serbe cyrillique : Двориште) est un village de Serbie situé sur le territoire de la ville de Šabac, district de Mačva. Au recensement de 2011, il comptait 237 habitants.

## Démographie
| 1948 | 1953 | 1961 | 1971 | 1981 | 1991 | 2002 | 2011 |
| ---- | ---- | ---- | ---- | ---- | ---- | ---- | ---- |
| 624  | 634  | 536  | 416  | 357  | 307  | 282  | 237  |

|  |